# 디스파이즈드 아이콘
디스파이즈드 아이콘 (Despised Icon)은 캐나다 몬트리올 출신의 데스코어 밴드이다. 보컬리스트가 두명인것이 특징이다. 2002년에 데뷔했으며, 2010년에 해체했다. 이후 2016년에 재결합했다.

## 구성원
- 알렉상드르 에리앙 – 보컬 (2003–2010), 드럼, 퍼커션 (2002–2003)
- 에릭 자랭 – 기타 (2002–2010)
- 스티브 마루아 – 보컬 (2002–2010)
- 알렉상드르 펠티에 – 드럼, 퍼커션 (2003–2010)
- 막스 라벨 – 베이스 (2008–2010)
- 벤 랑드르빌 – 기타 (2009–2010)